# Вентцель, Грегор
Грегор Вентцель (нем. Gregor Wentzel; 17 февраля 1898 — 12 августа 1978) — немецкий физик, известный работами по квантовой механике. Вентцель, Хендрик Крамерс, и Леон Бриллюэн разработали метод ВКБ в 1926 году. В годы молодости внёс существенный вклад в рентгеновскую спектроскопию, затем в квантовую механику, квантовую электродинамику, мезонную теорию, статистическую механику многих тел, теорию рассеяния.
Член Национальной академии наук США (1959).

## Биография
Грегор Вентцель родился в Дюссельдорфе, Германия, как первый из четырех детей Йозефа и Анны Вентцель. Он женился на Анне Полманн в 1929 году и у них родился единственный ребенок Донат Вентцель в 1934 году. Семья переехала в США в 1948 году, затем он и Анна вернулись в Аскону, Швейцария в 1970 году.

## Карьера
Венцель начал свое университетское образование по математике и физике в 1916 году, в университете Фрайбурга. Во время Первой мировой войны он в течение 1917 и 1918 годов служил в армии. Затем он возобновил свое образование во Фрайбурге до 1919 года, когда он отправился в университет Грайфсвальда. В 1920 году он поступил в Мюнхенский университет имени Людвига Максимилиана (ЛМУ) учиться под руководством Арнольда Зоммерфельда. Венцель получил докторскую степень в 1921 году и завершил его c хабилитацией в 1922 году. Он оставался в ЛМУ в качестве приват-доцента до тех пор, пока не перешел в Лейпцигский университет в 1926 году как экстраординарный профессор математической физики. В 1926 году, Вентцель, Хендрик Крамерс, и Леон Бриллюэн независимо друг от друга разработали метод ВКБ Он стал ординарным профессором кафедры теоретической физики в Цюрихском университете, когда он сменил Эрвина Шредингера, в 1928 году, в том же году Вольфганг Паули был назначен на
должность ВТШ Цюриха. Работая совместно, Венцель и Паули создали репутацию Цюриха как мирового центра теоретической физики. В 1948 году Вентцель занял должность профессора в Чикагском университете. Он вышел на пенсию в 1970 году и провел свои последние годы в Асконе, Швейцария. В 1975 году он был награжден медалью Макса Планка.

### Книги
- Gregor Wentzel. Einführung in die Quantentheorie der Wellenfelder. Franz Deuticke, 1943, 1946. Ann Arbor, Michigan: J.w. Edwards, 1943, 1946. (Translated by Charlotte Houtermans[14] and J. M. Jauch, with an Appendix by J. M. Jauch. Quantum Theory of Fields. Interscience, 1949. Dover, 2003.) ISBN 0-486-43245-9
- Вентцель Г. Введение в квантовую теорию волновых полей. — М., Л., ОГИЗ, 1947. — 292 с.
- Gregor Wentzel. Lectures on Strong Coupling Meson Theory at the University of Rochester. 1954.
- Gregor Wentzel and notes by K. K. Gupta. Lectures on Special Topics in Field Theory. Lectures on Mathematics and Physics: Physics. Tata Institute of Fundamental Research, 1957.
- Gregor Wentzel. Lectures on Special Topics in Quantum Mechanics. Lectures on Mathematics and Physics. Physics, 3. Tata Institute of Fundamental Research, 1965.

### Статьи
- Arnold Sommerfeld and Gregor Wentzel. Über reguläre und irreguläre Dublett, Zeitschrift für Physik 7 86-92 (1921) as cited in Sommerfeld Bibliography.

## Дальнейшее чтение
- Peter G. O. Freund, Charles J. Goebel, and Yoichiro Nambu, Editors. Quanta: Collection of Papers Dedicated to Gregor Wentzel. University of Chicago Press, 1970.